# Fumio Hayasaka
Fumio Hayasaka (jap. 早坂 文雄 Hayasaka Fumio;  ur. 19 sierpnia 1914 w Sendai, zm. 15 października 1955 w Tokio) – japoński kompozytor muzyki poważnej i filmowej.

## Życiorys

### Początki
Urodził się w Sendai na wyspie Honsiu. Pochodził z bogatej rodziny, która po stracie majątku przeniosła się do Sapporo na Hokkaido. Mając 14 lat rozpoczął naukę gry na fortepianie i organach, planował zostać muzykiem. Jednak w wieku 17 lat stracił oboje rodziców. Był zmuszony porzucić szkołę i podjąć pracę w pralni i drukarni, żeby zapewnić utrzymanie sobie i młodszemu rodzeństwu. Mimo przeciwności nadal ćwiczył grę na instrumentach, z książek uczył się teorii muzyki i podstaw kompozycji.
W 1933 wspólnie z kompozytorem Akirą Ifukube i późniejszym krytykiem Atsushi Mitsurą założył Shin Ongaku Renmei (New Music League). W 1934 grupa dała koncert muzyki współczesnej, podczas którego Hayasaka i Ifukube grali kompozycje Erika Satiego, Igora Strawinskiego, Manuela de Falli, Dariusa Milhauda i in.
W 1935 Hayasaka otrzymał posadę organisty w kościele katolickim w Sapporo, mieszkał w nim i studiował gregoriańskie chorały, odkrywając zadziwiające podobieństwo ich harmoniki do japońskiej gagaku. To zrodziło podejrzenie, że geneza muzyki Wschodu i Zachodu jest wspólna. Odtąd harmonika jego kompozycji swobodnie przemieszczała się między skalami modalnymi a pentatoniką, zaś melodyka obfitowała zarówno w kadencje, jak i akordy kwartowe.

### Kariera kompozytorska
Oficjalny debiut kompozytorski Hayasakiego odbył się 1936, gdy jego Prelude to Two Hymns zdobyło nagrodę za najlepszy utwór orkiestrowy w konkursie japońskiego radia NHK, a fortepianowy Nocturn został opublikowany przez Aleksandra Czeriepnina w Europie i Ameryce. W 1938 Ancient Dance zdobył główną nagrodę w konkursie na utwór orkiestrowy dla kompozytorów japońskich, zorganizowanym przez Felixa Weingartnera, co ugruntowało w Japonii wysoką pozycję Hayasakiego. Weingartner próbował zorganizować wykonanie nagrodzonej kompozycji w Europie, jednak wybuch II wojny światowej to uniemożliwił. Jednak nagroda Weingartnera zaowocowała zaproszeniem laureata do Tokio przez Tōhō, jedną z czołowych wytwórni filmowych w Japonii. Odtąd głównym źródłem utrzymania Hayasakiego stała się muzyka filmowa, choć nadal komponował utwory orkiestrowe, m.in.: Ancient Dances on the Left and on the Right (1942), Four unaccompanied songs do poezji Haruo Satō na sopran solo (1944) i Piano Concerto (1946).
Po II wojnie światowej Hayasaka, Yasuji Kiyose i Yoritsune Matsudaira wspólnie założyli Shin Sakkyokuha Kyōkai (The New Composers Association), do którego dołączył również młody Tōru Takemitsu. Na początku lat 50. Hayasaka zaczął odchodzić od uprawianego dotąd stylu i zwrócił się w kierunku atonalności, zachowując jednak własną estetykę (niejednoznaczność, przestrzeń i ciszę oraz linie melodyczne wydające się zmierzać donikąd). Po kilku latach skomentował to następująco: Trzeba wypracować nowy styl muzyki Wschodu, by mógł konkurować z nową muzyką Zachodu. Dlatego ja, japoński kompozytor, chcę tworzyć muzykę, która połączy atonalność z cechami typowo japońskimi. Na realizację tych zamierzeń zabrakło czasu. Od 1942 Hayasaka chorował na gruźlicę. Zmarł 15 października 1955, zaledwie 4 miesiące po opublikowaniu jego 50-minutowej suity symfonicznej Yūkara opartej na eposie Ajnów, stanowiącej zapowiedź nowego stylu.

### Muzyka filmowa
Hayasaka napisał muzykę do ponad 90 filmów, wyreżyserowanych m.in. przez takie wielkie postaci światowej kinematografii, jak Akira Kurosawa i Kenji Mizoguchi. Jego pierwsza ścieżka dźwiękowa powstała do filmu Ribbon o musubu fujin (1939) w reż. Satsuo Yamamoto. W 1946 otrzymał nagrodę koncernu prasowego Mainichi (Mainichi Film Award for Best Music) za muzykę do filmu Wróg ludu (Minshū no teki) w reż. Tadashi Imai, a rok później ponownie został nagrodzony tą nagrodą za Aktorkę (Joyū) w reż. Teinosuke Kinugasy.
W 1948 nawiązał współpracę z Akirą Kurosawą, komponując muzykę do filmu Pijany anioł (1948). Pod wpływem tej współpracy Kurosawa zmienił swoje podejście do roli muzyki w filmie. Wolał, by w stosunku do obrazu muzyka była bardziej kontrapunktem niż akompaniamentem. Dwa lata później powstała muzyka do słynnego Rashōmona (1950), a następnie do Idioty (1951), znakomitego Piętna śmierci (1952) i Opowieści księżycowych (1953) w reż. Mizoguchiego, w którym Hayasaka stworzył niesamowite odgłosy wydawane przez ducha.
Największy sukces odniósł muzyką do filmu Kurosawy Siedmiu samurajów (1954), nagrodzoną Błękitną Wstęgą przez Stowarzyszenie Dziennikarzy Filmowych Tokio. Wprowadził tam m.in. zabawny temat skomponowany na fagot, flet piccolo i bongosy, podkreślający niepokój postaci granej przez Toshirō Mifune.

## Ważniejsze kompozycje

### Utwory orkiestrowe, wokalne i instrumentalne
- Futatsu no sanka e no zensōkyoku (Prelude for Two Hymns) na orkiestrę (1936)
- Kodai no bukyoku (Ancient Dance) na orkiestrę (1938)
- Pastorale of the Night (1938)
- Overture in D (1939)
- 17 Pieces for Piano (1941)
- Sahō no mai to uhō no mai (Ancient Dances on the Left and on the Right), na orkiestrę (1942)
- Haruo no uta ni yoru yottsu no mubansō no uta (Four unaccompanied songs to poems by Haruo, Cztery pieśni bez akompaniamentu oparte na poezji Haruo, 1944); dot. pisarza i poety Haruo Satō (1892–1964)
- koncert fortepianowy (1948)
- Capriccio na instrumenty dęte drewniane i fortepian (1949)
- kwartet smyczkowy (1950)
- Suite in Seven Parts na orkiestrę kameralną (1952)
- Movement in Metamorphosis na orkiestrę (1953)
- Yukara suita (1955)

### Muzyka filmowa
- Pijany anioł, reż. Kurosawa, 1948
- Zbłąkany pies, reż. Kurosawa, 1949
- Skandal, reż. Kurosawa, 1950
- Rashōmon, reż. Kurosawa, 1950
- Idiota, reż. Kurosawa, 1951
- Piętno śmierci, reż. Kurosawa, 1952
- Opowieści księżycowe, reż. Mizoguchi, 1953
- Siedmiu samurajów, reż. Kurosawa, 1954
- Ukrzyżowani kochankowie, reż. Mizoguchi, 1954
- Żyję w strachu, reż. Kurosawa, 1955 (po śmierci Hayasaki ścieżka dźwiękowa została dokończona przez Masaru Satō)